# Karen Brødsgaard
Karen Brødsgaard, née le 10 mars 1978 à Horsens, est une ancienne handballeuse internationale danoise évoluant au poste de pivot.

## Biographie
Avec l'équipe nationale du Danemark, elle est notamment double médaillée d'or olympique aux Jeux de Sydney en 2000 et Jeux d'Athènes en 2004.
Après la fin de sa carrière, elle entraîne notamment le club d'EH Aalborg pour sa première saison dans l'élite avant de rejoindre Odense Håndbold en tant qu'adjointe de Jan Pytlick en 2019.

## Palmarès

### Club
compétitions internationales 
- vainqueur de la coupe de l'EHF en 1999 (avec Viborg HK)
  - finaliste en 2007 (avec Ikast-Bording EH)
- finaliste de la Ligue des champions en 2001 (avec Viborg HK)

 compétitions nationales 
- championne du Danemark en 1999, 2000, 2001 et 2002 (avec Viborg HK)
- vainqueur de la coupe de Norvège en 2004 (avec Larvik HK)

### Sélection nationale
Jeux olympiques
- médaille d'or aux Jeux olympiques de 2004 à Athènes
- médaille d'or aux Jeux olympiques de 2000 à Sydney

championnats d'Europe
- finaliste du championnat d'Europe 2004
- vainqueur du championnat d'Europe 2002
- finaliste du Championnat d'Europe 1998

autres
- vainqueur du championnat du monde junior en 1997
- vainqueur du championnat d'Europe junior en 1996
- début en équipe du Danemark le 25 février 1998